# Syrië op de Olympische Zomerspelen 2020
Syrië nam deel aan de Olympische Zomerspelen 2020 in Tokio, Japan.

## Medailleoverzicht
| Medaille | Naam      | Sport         | Onderdeel  | Datum      |
| -------- | --------- | ------------- | ---------- | ---------- |
| Brons    | Man Asaad | Gewichtheffen | +109kg (m) | 4 augustus |

## Atleten
Hieronder volgt een overzicht van de atleten die zich reeds hebben verzekerd van deelname aan de Olympische Zomerspelen 2020.
| sport         | mannen | vrouwen | totaal |
| ------------- | ------ | ------- | ------ |
| Atletiek      | 1      | 0       | 1      |
| Gewichtheffen | 1      | 0       | 1      |
| Paardensport  | 1      | 0       | 1      |
| Tafeltennis   | 0      | 1       | 1      |
| Triatlon      | 1      | 0       | 1      |
| Zwemmen       | 1      | 0       | 1      |
| totaal        | 1      | 2       | 3      |

## Sporten

### Atletiek
Mannen
Technische nummers
| atleet             | onderdeel    | kwalificaties | kwalificaties | finale         | finale         |
| atleet             | onderdeel    | afstand       | rang          | afstand        | rang           |
| ------------------ | ------------ | ------------- | ------------- | -------------- | -------------- |
| Majed Aldin Ghazal | hoogspringen | 2,21 SB       | 19            | niet geplaatst | niet geplaatst |

### Gewichtheffen
Mannen
| atlete    | onderdeel | trekken | trekken | stoten | stoten | totaal | rang  |
| atlete    | onderdeel | score   | rang    | score  | rang   | totaal | rang  |
| --------- | --------- | ------- | ------- | ------ | ------ | ------ | ----- |
| Man Asaad | +109 kg   | 190     | 3       | 234    | 4      | 424    | Brons |

### Paardensport

#### Springen
| ruiter       | paard   | onderdeel   | kwalificatie | kwalificatie | finale         | finale         | totaal         | totaal         |
| ruiter       | paard   | onderdeel   | strafpunten  | rang         | strafpunten    | rang           | strafpunten    | rang           |
| ------------ | ------- | ----------- | ------------ | ------------ | -------------- | -------------- | -------------- | -------------- |
| Ahmad Hamcho | Deville | individueel | EL           | EL           | niet geplaatst | niet geplaatst | niet geplaatst | niet geplaatst |

### Tafeltennis
Vrouwen
| atlete    | onderdeel | voorronde            | eerste ronde         | tweede ronde         | derde ronde          | vierde ronde         | kwartfinale          | halve finale         | finale / BM          | finale / BM    |
| atlete    | onderdeel | tegenstander uitslag | tegenstander uitslag | tegenstander uitslag | tegenstander uitslag | tegenstander uitslag | tegenstander uitslag | tegenstander uitslag | tegenstander uitslag | rang           |
| --------- | --------- | -------------------- | -------------------- | -------------------- | -------------------- | -------------------- | -------------------- | -------------------- | -------------------- | -------------- |
| Hend Zaza | enkelspel | Jia V 0 - 4          | niet geplaatst       | niet geplaatst       | niet geplaatst       | niet geplaatst       | niet geplaatst       | niet geplaatst       | niet geplaatst       | niet geplaatst |

### Triatlon
Individueel
| Atleet       | Evenement | Zwemmen(1.5 km) | Rang 1 | Fietsen (40 km) | Rang 2 | Lopen(10 km) | Totaal Tijd | Ranking |
| ------------ | --------- | --------------- | ------ | --------------- | ------ | ------------ | ----------- | ------- |
| Mohamad Maso | Mannen    | 18.07           |        | 58.10           |        | 36.33        | 1.54.12     | 47      |

### Zwemmen
Mannen
| atleet      | onderdeel         | series  | series | halve finale   | halve finale   | finale         | finale         |
| atleet      | onderdeel         | tijd    | rang   | tijd           | rang           | tijd           | rang           |
| ----------- | ----------------- | ------- | ------ | -------------- | -------------- | -------------- | -------------- |
| Ayman Kelzi | 200 m vlinderslag | 1.59,57 | 32     | niet geplaatst | niet geplaatst | niet geplaatst | niet geplaatst |